# الرباعية الوطنية (رواية)
الرباعية الوطنية للأسير المحرر رأفت خليل حمدونة والتي تضم أربع روايات هي "عاشق من جنين"، التي تروي المعركة خلال انتفاضة الأقصى. وجزء "لن يموت الحلم"، التي ختمت الرباعية بحكاية مقاومة سكان رفح في غزة. وجزء "وقلبى والمخيم"، التي تحكي وقائع الثورة والصمود في مخيم معسكر جباليا. وجزء "الشتات"، التي تعبر عن التشرد ما بعد الشتات وتدور أحداثها في فلسطين والأردن. في الرواية يتحدث الكاتب عن المقاومة والحب والحرية بلغة فصيحة تحتوي على دلالات عميقة.

## كاتب الرواية
رأفت خليل عطية حمدونة، من مواليد مخيم جباليا عام 1970، اعتقل في تاريخ 23/10/1990، وتم الإفراج عنه في تاريخ 8/5/2005. بعد الإفراج عن الأسير شغل منصب مدير عام بهيئة شؤون الأسرى والمحررين ومدير دائرة القانون الدولي فيها، وسابقاً عملت مستشاراً للوزير في الشأن الإسرائيلي، وممثلاً إعلامياً لوزارة الأسرى في قطاع غزة، ومارس الحياة الأكاديمية وحاضر بشكلٍ غير متفرغ بجامعة القدس المفتوحة، وقدمت برامج في فضائتي المنتدى وهنا القدس. 